# William Walter McDonald
Pour les articles homonymes, voir William McDonald et McDonald.
William Walter McDonald (4 juillet 1844-20 juin 1929) est un homme politique canadien des Territoires du Nord-Ouest. Il est député conservateur de la circonscription ténoise d'Assiniboia-Est de 1892 à 1896. 

## Biographie
Né à Pigeon Hill (en), aujourd'hui incorporé à Saint-Armand au Québec, McDonald est élu lors d'une élection partielle en 1892, il est défait en 1896.